# فيرتشايلد سوبر 71
فيرتشايلد سوبر 71 (بالإنجليزية: Fairchild Super 71)‏ هي طائرة شحن، ومنافع، أحادية السطح، بمحرك واحد. أنتجت في كندا. من صناعة فيرتشايلد للطائرات المحدودة (كندا) . كان أول طيران لها في 31 أكتوبر 1934. صنع منها 4 طائرة.